# Terminologia Linguística para os Ensinos Básico e Secundário
A Terminologia Linguística para os Ensinos Básico e Secundário (TLEBS) é uma terminologia linguística que foi criada por uma equipa de linguistas portugueses para utilização no ensino e aprendizagem da língua portuguesa nestes níveis de ensino.
A TLEBS destinava-se a constituir referência para as práticas pedagógicas dos professores das disciplinas de Língua Portuguesa e de Português, bem como para a produção de documentos pelo Ministério da Educação em matéria de ensino e divulgação da língua portuguesa.
Em resultado da forte contestação pública de que foi alvo a aplicação da TLEBS nos manuais escolares e em contexto de aula, a Terminologia foi suspensa, em 2007, pelo Ministério da Educação, para revisão e discussão pública. Após a revisão, que se traduziu, sobretudo, na redução do número de entradas, a TLEBS foi transformada, em 2008, num Dicionário Terminológico on-line disponível no site do Ministério da Educação e Ciência.

## Adopção como experiência pedagógica
A TLEBS foi adoptada, a título de experiência pedagógica, pela Portaria n.º 1488/2004, de 24 de dezembro, que revogou a terminologia em vigor até então, a Nomenclatura Gramatical Portuguesa de 1967, elaborada sob coordenação do Professor Manuel de Paiva Boléo) aprovada pela Portaria n.º 22 664 de 28 de abril de 1967.

## Contestação
A TLEBS foi objeto de contestação por diversos sectores da opinião pública (educadores, professores, linguistas).
Uma petição online organizada por um grupo de cidadãos e dirigida ao Presidente da República Portuguesa, ao Presidente da Assembleia da República, ao Primeiro-Ministro de Portugal e à Ministra da Educação foi entregue aos destinatários em 25 de janeiro de 2007 com 8 132 assinaturas.
Professores universitários e intelectuais como João Andrade Peres, Vasco Graça Moura, Maria Alzira Seixo e Jorge Morais Barbosa afirmaram, em diversos artigos de imprensa, que a TLEBS tinha fragilidades e deficiências científicas.
Em particular, os artigos de João Andrades Peres, professor catedrático de Linguística da Faculdade de Letras da Universidade de Lisboa, expuseram o que considerou os erros de que enfermava a TLEBS.
Um grupo de 51 docentes do ensino superior subscreveu uma carta sobre o processo da TLEBS dirigida à Ministra da Educação em 3 de Janeiro de 2008, solicitando a suspensão definitiva e reformulação da TLEBS.
Os problemas gerais da TLEBS foram caracterizados pelos Professores Maria Alzira Seixo, Jorge Morais Barbosa e João Andrade Peres da seguinte forma:
- Citação: Maria Alzira Seixo escreveu: «não é aceitável que se proceda a alterações terminológicas segundo uma teoria dos fenómenos da linguagem, a perfilhada por Inês Duarte, cujo trabalho é apreciável em investigação mas, sem resultados consensuais na universidade, não é representativa para uma determinação ministerial. [...] A TLEBS dirige a taxinomia da língua para raciocínios tecnicistas e funcionais, com uma óptica exclusivista e auto-suficiente que, não dialogando com áreas centrais do pensamento humanístico, estreita a compreensão gramatical.» (in “A nova terminologia linguística”, Visão, 28/10/2006).
- Citação: Jorge Morais Barbosa escreveu: «Diz-se que a TLEBS resultou da necessidade de se rever a Nomenclatura Gramatical Portuguesa de 1967. Não havia, contudo, vantagem em substituir o que era gramatical pelo que se pretende linguístico. Se há que actualizar a Nomenclatura, actualizemo-la, mas contemplando o que for científica e pedagogicamente ponderado e não criando sabedorias dentro do que, felizmente, nem sequer chega a constituir uma escola linguística. Até lá, suspenda-se, pois, o disparate.» (in “A linguística da TLEBS”, Diário de Notícias, 23/12/2006).
- Citação: João Andrade Peres escreveu: «A TLEBS é cientificamente inaceitável. […] É patente que o caso TLEBS está atolado num pântano jurídico indigno de um país civilizado.» (in “A língua portuguesa como questão de Estado”, Expresso, 20/01/2007).

Os mesmos autores também apontaram problemas específicos da TLEBS, agrupados da seguinte forma:
1. entradas com “pseudo-termos” (i.e. expressões complexas que não constituem termos linguísticos),
2. termos linguísticos sem entrada própria usados nas definições,
3. substituição de termos estáveis e consagrados por termos linguísticos “inovadores”,
4. definições erróneas,
5. definições mal formuladas ou simplesmente mal escritas,
6. exemplos inadequados ou de relevância pouco clara.

Vários dos problemas apontados à versão original da TLEBS foram corrigidos na revisão (diversos por supressão simples da entrada em vez de correcção do texto), mas outros permanecem[carece de fontes?].

## Revisão
Pela Portaria n.º 476/2007, de 18 de abril, foi determinado que a TLEBS fosse objeto de revisão científica e adaptação pedagógica. No âmbito deste processo, foi atribuída à Direção-Geral de Inovação e Desenvolvimento Curricular do Ministério da Educação, com a colaboração de especialistas, a apresentação de:
- Um documento de caráter científico, com a lista de termos e respectivas definições, destinado a professores;
- Um documento de caráter didático-pedagógico, com os termos a trabalhar, em cada ciclo de ensino, e propostas de materiais a utilizar pelos professores.

Esses documentos foram objecto de consulta pública no sítio web da Direcção-Geral de Inovação e Desenvolvimento Curricular do Ministério da Educação.
O acesso ao conteúdo da TLEBS foi removido do Portal da Língua Portuguesa mantido pelo Instituto de Linguística Teórica e Computacional (ILTEC) e financiado pelo Ministério da Ciência, da Tecnologia e do Ensino Superior em 2007, com o anúncio da suspensão para revisão. O mesmo Portal mantém, no entanto, o acesso à Nomenclatura Gramatical Portuguesa, que a TLEBS substituiu.
A TLEBS foi transformada em 2008 num “Dicionário Terminológico”, disponível em linha numa página do Ministério da Educação.